# الکساندر لیندسی
الکساندر لیندسی (انگلیسی: Alexander Lindsay, 6th Earl of Balcarres; ۱۸ ژانویهٔ ۱۷۵۲ – ۲۷ مارس ۱۸۲۵) فرد نظامی اهل پادشاهی متحد بریتانیای کبیر و ایرلند بود.